# Гаврилово (Середино-Будский район)

Гаврилово (укр. Гаврилове) — село,
Старогутский сельский совет,
Середино-Будский район,
Сумская область,
Украина.
Код КОАТУУ — 5924486304. Население по данным 1988 года составляло 50 человек.
Село ликвидировано в 2007 году .

## Географическое положение
Село Гаврилово находится на правом берегу реки Уличка,
на противоположном берегу — село Гаврилова Слобода.

## История
- Точное время основания села неизвестно, поскольку в XIX веке оно входило в состав Гавриловой Слободы и как отдельный населённый пункт ни в одних источниках не упоминалось.
- Гаврилово было небольшим населённым пунктом и в 1917 году насчитывало 38 дворов, в которых проживало 226 жителей, в 1923 году – 60 дворов и 276 жителей, в 1926 году – 66 дворов и 313 жителей, а в 1989 году – 21 жителя.[2].
- 2007 — село ликвидировано [1].